# Guglielmo Giovannini
Guglielmo Giovannini (17 décembre 1925 à Castello d'Argile – 17 juillet 1990 à Bologne) est un footballeur et entraîneur italien, qui a participé aux Jeux olympiques de 1948, éliminé en quarts de finale. Il a été averti lors de ce tournoi.